# Gholam Reza Pahlavi
Gholam Reza Pahlavi (in persiano غلامرضا پهلوی‎; Teheran, 15 maggio 1923 – Parigi, 7 maggio 2017) è stato un principe, militare e scrittore iraniano, membro della dinastia Pahlavi come figlio di Reza Shah e fratellastro di Reza Shah II, ultimo Shah di Persia.

## Biografia

### Origini
Gholam Reza Pahlavi nacque il 15 maggio 1923 nel Palazzo Golestan di Teheran, nell'allora Sublime Stato della Persia (oggi Iran). Era figlio di Reza Pahlavi e della sua consorte secondaria Turan Amirsoleimani, da cui divorziò subito dopo la sua nascita.
Nel 1925, Reza depose la dinastia Qajar, a cui apparteneva la stessa Turan, e si proclamò Shah lui stesso, fondando la dinastia Pahlavi e lo Stato imperiale dell'Iran, il che innalzò Gholam al rango di principe imperiale, anche se continuò a vivere con la madre in una delle ville reali minori piuttosto che a corte col padre e i fratellastri. Tuttavia, la Costituzione lo escluse dalla successione al trono, essendo sua madre una Qajar.
Dopo aver completato gli studi primari in patria, frequentò l'Institut Le Rosey in Svizzera fino al 1936, quando tornò in Iran per iniziare la sua formazione militare. Nel 1941, suo padre fu deposto e Gholam fu coinvolto nel gioco politico dei britannici e dei russi, che tentarono di usarlo prima per restaurare i Qajar e poi per metterlo sul trono al posto del suo fratellastro maggiore, Mohammed Reza, figlio della consorte ufficiale Tadj. Falliti entrambi questi propositi e incoronato Mohamed come nuovo Shah, Gholam accompagnò il padre in esilio per poi laurearsi a Princeton, negli Stati Uniti. In seguito, prestò servizio nell'esercito, compreso un addestramento di quattordici settimane a Fort Knox.

### Carriera e altre attività
Al rientro in Iran dopo la morte del padre nel 1944 Gholam entrò nell'esercito imperiale, prestando servizio come primo tenente e poi via via come ispettore generale, tenente generale (1973) e infine generale di brigata, grado che mantenne fino al ritiro. Era anche membro del Consiglio reale, che governava l'Iran in assenza dello Shah.
Nel 1955 entrò nel Comitato Olimpico Internazionale, come presidente della Commissione olimpica iraniana. Nel 1956, divorziò dalla sua prima moglie, che gli aveva dato una figlia e un figlio, e si risposò nel 1962, avendo altre due figlie e un altro figlio. Nel 1973 lui e la moglie visitarono la Cina in occasione della prossima apertura della prima ambasciata iraniana nel Paese, che fu guidata da Abbas Aram. Nel 1976 sostenne la mozione cinese al comitato olimpico per vietare la partecipazione di Taiwan ai successivi giochi, ma a parte questo tese a non prendere parte a questioni politiche, né estere né interne, mentre si dedicò molto all'imprenditoria: possedeva grandi terreni ed era un grande azionista in almeno sei aziende, di cui alcune in campo edile che furono selezionate dallo Shah per i suoi progetti di rinnovamento urbano. Fu coinvolto in un caso di corruzione che lo vedeva accettare una tangente da uno stato dell'Europa dell'Est, ma la questione fu accantonata quando lo Shah gli intimò di restituire il denaro.

### Ultimi anni e morte

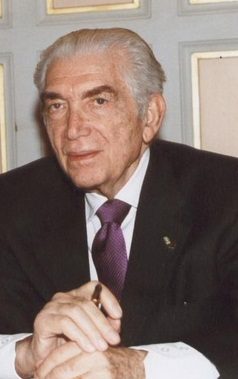
Gholam Pahlavi nel 2007

Nel 1979, con la rivoluzione islamica, la dinastia dei Pahlavi fu esiliata e la monarchia in Iran abolita. Gholam si rifugiò a Parigi, dove fu raggiunto dalla notizia che l'Ayatollah Sadegh Khalkhali, membro del nuovo governo, aveva emesso una condanna a morte nei suoi confronti, così come in quelli del resto dei Pahlavi e delle loro consorti.
Nel 1996 gli fu diagnosticato un linfoma, che ne causò infine la morte il 7 maggio 2017 nell'Ospedale Americano di Parigi, una settimana prima del suo 94º compleanno. All'epoca ultimo sopravvissuto degli undici figli di Reza Pahlavi, fu sepolto nel cimitero parigino di Thiais, al fianco della madre.

## Matrimoni e discendenza
Gholam Pahlavi si sposò due volte ed ebbe due figli e tre figlie:
- Nel 1948, a Teheran, sposò Homa Aalam, da cui divorziò nel 1956. Ebbero una figlia e un figlio: 
  - Mehrnaz Pahlavi (nata il 4 febbraio 1949)
  - Bahman Pahlavi (nato il 30 gennaio 1950)
- Il 6 marzo 1962, a Teheran, sposò Manijeh Jahanbani, della dinastia Qajar. Ebbero due figlie e un figlio:
  - Khadijeh Azardokht Pahlavi
  - Zahra Maryam Pahlavi
  - Bahram Pahlavi

## Pubblicazioni
Gholam Pahlavi ha pubblicato un libro, edito in francese e in persiano, a metà fra un'autobiografia e un trattato politico sulla sua visione del futuro dell'Iran:
- Gholam-Reza Pahlavi, Iman Ansari e Patrick Germain, Mon père, mon frère, les Shahs d'Iran: entretiens avec S.A.I. le prince Gholam-Reza Pahlavi, Normant, 2004, ISBN 978-2-915685-06-0.

## Onorificenze

### Nazionali
- Cavaliere di Gran Croce dell'Ordine dei Pahlavi
- Ordine della Gloria
- Medaglia al valore militare, 2ª classe
- Medaglia al servizio, 2ª classe
- Ordine di Rashtakhiz, 1ª classe
- Medaglia del risorgimento nazionale (1953)
- Medaglia dell'incoronazione imperiale (26 ottobre 1967)

### Straniere
- Ordine del Sole supremo, 1ª Classe (Regno dell'Afghanistan)
- Cavaliere di Gran Croce dell'Ordine di Isabella la Cattolica (Regno di Spagna, 1978)
- Medaglia dell'incoronazione di Re Birendra (Regno del Nepal, 24 febbraio 1975)